# Деваи, Матьяш

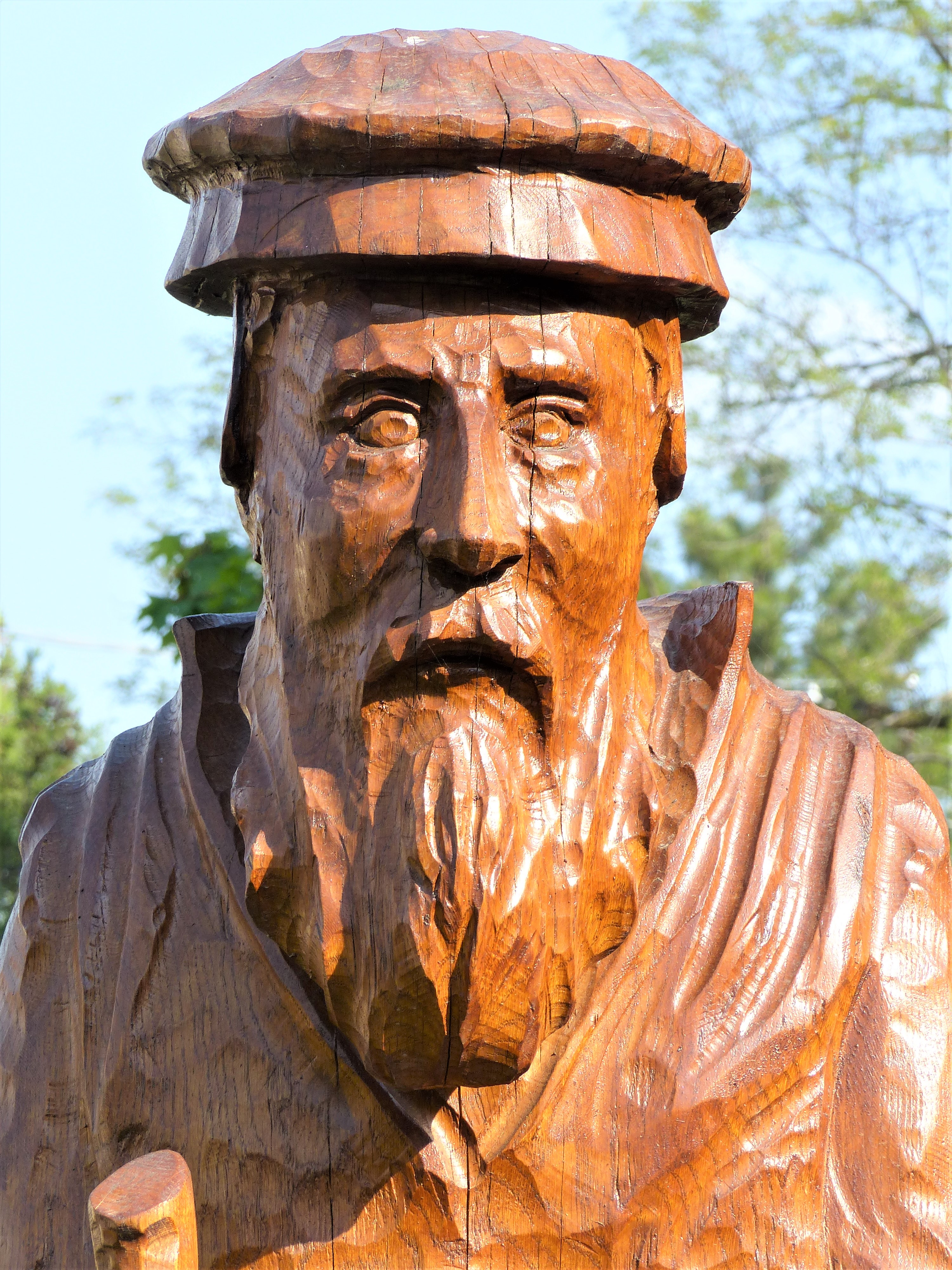

Матья́ш Биро́ (венг. Biró Mátyás, также известный как Матьяш Деваи (букв. «из города Дева»), венг. Dévai Mátyás; дата рождения неизвестна, город Дева, Хуньяд, Трансильвания — 1547, Дебрецен) — венгерский протестантский реформатор, известный как «венгерский Лютер».
Родился в гор. Дева в Трансильвании. Вероятно, учился в Буде у швейцарца Симона Грюнеуса (en:Simon Grynaeus), позднее — крупного активиста Реформации. В 1523 году числился студентом Краковского университета. Проучившись там два года, стал католическим священником и монахом.
Между 1527 и 1529 годами увлёкся идеями протестантской Реформации. В 1529 году отправился в Виттенбергский университет учиться у Мартина Лютера, и в числе его студентов жил у него дома.
В 1531 году вернулся в Буду в качестве священника протестантской конгрегации. В этот период протестантизм стал быстро распространяться по стране ввиду упадка церковной дисциплины, так как практически все епископы католической церкви в Венгрии погибли в битве при Мохаче (1526), и в целом в Венгерском королевстве царила смута. Именно в это время, находясь в Буде, Деваи написал трактат, где отрицал необходимость молитвы святым. Также опубликовал 52 тезиса, в которых излагал протестантские постулаты. Убедил членов дворянских семейств Баттяни и Бочкаи поддержать реформацию.
Венгерская реформация, которую возглавил Биро, своими принципами и характером во многом напоминала возникший позже кальвинизм. Венгерские протестанты отличали собственную веру, которую они называли Magyar hit («венгерская вера»), от лютеранства, Nemes hit («немецкой веры»).
Вскоре Деваи покинул Буду и стал священником в Кошице. Вскоре его арестовал Томаш Салахази, епископ Эрлау, близкий советник императора Фердинанда I. Деваи содержался в тюрьме сначала в городе Ликавка, затем в Братиславе, и наконец, в Вене. Процесс над ним возглавлял Иоганн Фабер, епископ Вены, также близкий советник Фердинанда I и противник Реформации. Вскоре после процесса Деваи был выпущен на свободу и продолжил свою реформатскую деятельность. В 1532 году его снова арестовали и содержали в заключении до 1534 года.
После выхода из тюрьмы его покровителем стал Тамаш Надашди. Деваи посвящал своё время дискуссиям с антипротестантскими трактатами Григория Сегедского, доктора Сорбонны и провинциального руководителя францисканцев в Венгрии. Также Деваи сочинил «Венгерскую орфографию» — первую книгу, опубликованную на венгерском языке.
Несмотря на противодействие Реформации со стороны короля Фердинанда I, Деваи поддержал его претензии на трон против ставленника османов Яноша Запольяи. В результате гражданской войны между двумя претендентами Деваи был вынужден бежать из Венгрии. Он прибыл ко двору Георга (en:George, Margrave of Brandenburg-Ansbach), Бранденбург-Ансбахского маркграфа, с рекомендательным письмом от Меланхтона. Оттуда он отправился в Швейцарию, где принял взгляды составителей Первого Гельветского исповедания по вопросу о евхаристии.
После возвращения в Венгрию Деваи выступил яростным сторонником реформатов по поводу евхаристии и, соответственно, противником лютеран. В 1544 году священники из Шарвара пожаловались Лютеру на доктрину, которую проповедовал его бывший студент, и Лютер отверг позицию Деваи как кощунственную.
В Венгрии Деваи поселился в городе Дебрецен под защитой семейства Надашди. В это время он написал толкования Десяти заповедей, молитвы Отче наш, Апостольского и Никейского Символов веры на венгерском языке, предназначенные для обывателей.